# Fortezza di Gradisca
La fortezza di Gradisca, che sorge a Gradisca d'Isonzo e nota sin dal 1176, era stata fortificata dalla Serenissima nel 1473 per contrastare le scorrerie dei Turchi. La fortezza restò in mano veneziana sino a tutto il primo decennio del XVI secolo. In seguito agli eventi legati alla guerra della Lega di Cambrai, fu perduta e nel 1511 divenne possedimento imperiale.